# Шетлевек
Шетлевек (пол. Szetlewek) — село в Польщі, у гміні Заґурув Слупецького повіту Великопольського воєводства.
Населення — 207 осіб (2011).
У 1975-1998 роках село належало до Конінського воєводства.

## Демографія
Демографічна структура станом на 31 березня 2011 року:
|          | Загалом | Допрацездатний вік | Працездатний вік | Постпрацездатний вік |
| -------- | ------- | ------------------ | ---------------- | -------------------- |
| Чоловіки | 100     | 21                 | 68               | 11                   |
| Жінки    | 107     | 19                 | 60               | 28                   |
| Разом    | 207     | 40                 | 128              | 39                   |